# 乳痂
乳痂（にゅうか）は、乳児の眉や、耳の裏、頭皮、瞼、頬などに生じる黄色がかったベトベトした鱗状、堅いかさぶた状のものである。乳児脂漏性湿疹の症状の一つであり、脂漏とも呼ばれる。乳児の頭皮に生じたものを英語では特に「Cradle cap（ゆりかご + 帽子）」と呼ぶ。大抵は痒みを伴わず、赤ちゃんを悩ませることはない。生後3か月以内に始まる。より成長した子供で見られる同様の症状は脂漏性湿疹ではなくふけの可能性が高い。

## 徴候と症状
乳痂はうろこ状のベトベトした破片で、色は黄色、白色、茶色などである。放置すると厚く、堅くなる。炎症が置きている領域は大抵痒みを伴わず、赤ちゃんを悩ませることはない。頭皮の他、まぶた、耳、鼻の周辺、股間など皮脂の分泌が多い箇所に生じる。

## 原因
乳児脂漏性湿疹は、細菌の感染やアレルギー、不衛生が原因ではない。また伝染性でもない。原因について一致した見解はないが、主な2つの仮説は真菌の感染と皮脂腺の過活動である。乳児脂漏性湿疹は炎症症状である。乳児は皮脂腺の分泌が活発で、その後、思春期になるまで非常に少なくなる。

## 予後
生後2-3週から出現。頭皮のみでも、頭皮以外の脂漏性皮膚炎でも6か月から1歳までに完全に消失する。